# Aviciis diskografi
Diskografin för den svenske DJ:en Avicii (även känd som Tim Berg och Tom Hangs) består av två studioalbum, ett remixalbum, ett samlingsalbum, en EP, 48 singlar och 29 musikvideor.

## Album

### Studioalbum
| Titel   | Albumdetaljer                                                                   | Listplaceringar | Listplaceringar | Listplaceringar | Listplaceringar | Listplaceringar | Listplaceringar | Listplaceringar | Listplaceringar | Listplaceringar | Listplaceringar | Sålda ex.     | Certifikat |
| Titel   | Albumdetaljer                                                                   | SWE             | AUS             | AUT             | BEL (FL)        | FRA             | GER             | NLD             | SWI             | UK              | US              | Sålda ex.     | Certifikat |
| ------- | ------------------------------------------------------------------------------- | --------------- | --------------- | --------------- | --------------- | --------------- | --------------- | --------------- | --------------- | --------------- | --------------- | ------------- | --- |
| True    | - Släppt: 13 september 2013 - Skivbolag: PRMD, Island - Format: CD, nedladdning | 1               | 1               | 3               | 5               | 8               | 5               | 4               | 2               | 2               | 5               | - US: 319 000 | - IFPI SWE: 2× Platinum - ARIA: Guld - BPI: Guld - BVMI: Guld - IFPI AUT: 3× Platinum - IFPI SWI: Guld - SNEP: Platinum |
| Stories | - Släppt: 15 oktober 2015                                                       | 1               | 10              | 6               | 7               | 19              | 8               | 7               | 3               | 9               | 17              |               | - IFPI AUT: Guld |

### EP
Avīci (01) (2017)
Låtlista
| 1.           | "Friend of Mine" (med Vargas & Lagola)        | 2:39  |
| 2.           | "Lonely Together" (med Rita Ora)              | 3:01  |
| 3.           | "You Be Love" (med Billy Raffoul)             | 3:27  |
| 4.           | "Without You" (med Sandro Cavazza)            | 3:01  |
| 5.           | "What Would I Change It To" (med AlunaGeorge) | 2:58  |
| 6.           | "So Much Better" (Avicii Remix)               | 2:37  |
| Total längd: | Total längd:                                  | 17:43 |

### Samlingsalbum
| Titel       | Albumdetaljer                                                      |
| ----------- | ------------------------------------------------------------------ |
| The Singles | - Släppt: 31 maj 2011 - Skivbolag: Ultra - Format: CD, nedladdning |

### Remixalbum
| Titel                   | Albumdetaljer                                                                 |
| ----------------------- | ----------------------------------------------------------------------------- |
| True (Avicii by Avicii) | - Släppt: 21 mars 2014 - Skivbolag: PRMD, Universal - Format: CD, nedladdning |

## Singlar
| Titel                                                           | År   | Listplaceringar | Listplaceringar | Listplaceringar | Listplaceringar | Listplaceringar | Listplaceringar | Listplaceringar | Listplaceringar | Listplaceringar | Listplaceringar | Certifikat | Album                        |
| Titel                                                           | År   | SWE             | AUS             | AUT             | BEL (FL)        | FRA             | GER             | NLD             | SWI             | UK              | US              | Certifikat | Album                        |
| --------------------------------------------------------------- | ---- | --------------- | --------------- | --------------- | --------------- | --------------- | --------------- | --------------- | --------------- | --------------- | --------------- | --- | ---------------------------- |
| "Sound of Now"                                                  | 2008 | —               | —               | —               | —               | —               | —               | —               | —               | —               | —               | | Inget album                  |
| "Muja"                                                          | 2009 | —               | —               | —               | —               | —               | —               | —               | —               | —               | —               | | Inget album                  |
| "Ryu"                                                           | 2009 | —               | —               | —               | —               | —               | —               | —               | —               | —               | —               | | Inget album                  |
| "So Excited"                                                    | 2009 | —               | —               | —               | —               | —               | —               | —               | —               | —               | —               | | Inget album                  |
| "Alcoholic"                                                     | 2009 | —               | —               | —               | —               | —               | —               | —               | —               | —               | —               | | Inget album                  |
| "Even" (med Sebastian Drums)                                    | 2009 | —               | —               | —               | —               | —               | —               | —               | —               | —               | —               | | Inget album                  |
| "Break da Floor" (med DJ Ralph)                                 | 2009 | —               | —               | —               | —               | —               | —               | —               | —               | —               | —               | | Inget album                  |
| "Bom"                                                           | 2010 | —               | —               | —               | —               | —               | —               | —               | —               | —               | —               | | Inget album                  |
| "My Feelings for You"                                           | 2010 | 37              | —               | 34              | —               | —               | 25              | 51              | 40              | 46              | —               | | Inget album                  |
| "Insomnia" (med Starkillers, Pimprockers och Marco Machiavelli) | 2010 | —               | —               | —               | —               | —               | —               | —               | —               | —               | —               | | Inget album                  |
| "Don't Hold Back" (med John Dahlbäck, feat. Andy P)             | 2010 | —               | —               | —               | —               | —               | —               | —               | —               | —               | —               | | Inget album                  |
| "Seek Bromance"                                                 | 2010 | 16              | 32              | 53              | 1               | 12              | 61              | 5               | 13              | 13              | —               | - IFPI SWE: Platinum - ARIA: Guld - BEA: Guld | Inget album                  |
| "Malo"                                                          | 2011 | —               | —               | —               | —               | —               | —               | —               | —               | —               | —               | | Inget album                  |
| "Tweet It" (med Norman Doray och Sebastien Drums)               | 2011 | —               | —               | —               | —               | —               | —               | —               | —               | —               | —               | | Inget album                  |
| "Sweet Dreams"                                                  | 2011 | —               | —               | —               | —               | —               | —               | —               | —               | —               | —               | | Inget album                  |
| "iTrack" (med Oliver Ingrosso och Otto Knows)                   | 2011 | —               | —               | —               | —               | —               | —               | 53              | —               | —               | —               | | Inget album                  |
| "Snus" (med Sebastian Drums)                                    | 2011 | —               | —               | —               | —               | —               | —               | —               | —               | —               | —               | | Inget album                  |
| "Street Dancer"                                                 | 2011 | —               | —               | —               | —               | —               | —               | 67              | —               | —               | —               | | Inget album                  |
| "Jailbait"                                                      | 2011 | —               | —               | —               | —               | —               | —               | —               | —               | —               | —               | | Inget album                  |
| "Fade into Darkness"                                            | 2011 | 4               | 70              | —               | —               | —               | —               | —               | —               | 196             | —               | - IFPI SWE: 5× Platinum | Inget album                  |
| "Collide" (med Leona Lewis)                                     | 2011 | —               | —               | 29              | 63              | —               | —               | —               | —               | 4               | —               | | Inget album                  |
| "Levels"                                                        | 2011 | 1               | 24              | 4               | 4               | 14              | 6               | 3               | 5               | 4               | 60              | - IFPI SWE: 8× Platinum - ARIA: 4× Platinum - BEA: Platinum - BPI: Platinum - BVMI: Platinum - IFPI AUT: Platinum - IFPI SWI: 3× Platinum - RIAA: Platinum             | Inget album                  |
| "Blessed" (feat. Shermanology)                                  | 2012 | —               | —               | —               | 106             | 69              | 50              | 22              | —               | 164             | —               | | Inget album                  |
| "Silhouettes"                                                   | 2012 | 11              | 53              | 26              | 54              | —               | 87              | 43              | —               | 22              | —               | - IFPI SWE: 3× Platinum - ARIA: Guld - BPI: Silver | Inget album                  |
| "Superlove" (med Lenny Kravitz)                                 | 2012 | —               | —               | —               | 29              | —               | —               | 25              | —               | 49              | —               | | Inget album                  |
| "Last Dance"                                                    | 2012 | —               | —               | —               | 59              | 40              | —               | —               | —               | —               | —               | | Inget album                  |
| "Dancing in My Head" (med Eric Turner)                          | 2012 | —               | —               | —               | —               | —               | —               | —               | —               | 188             | —               | | Inget album                  |
| "I Could Be the One" (med Nicky Romero)                         | 2012 | 3               | 4               | 15              | 8               | 22              | 37              | 15              | 26              | 1               | 101             | - ARIA: 3× Platinum - BEA: Guld - BPI: Guld - RIAA: Guld | Inget album                  |
| "X You"                                                         | 2013 | 19              | —               | —               | 84              | —               | —               | 83              | —               | 47              | —               | | Inget album                  |
| "We Write the Story" (med B & B)                                | 2013 | —               | —               | —               | —               | —               | —               | 73              | —               | —               | —               | | Eurovision Song Contest 2013 |
| "Wake Me Up"                                                    | 2013 | 1               | 1               | 1               | 1               | 1               | 1               | 1               | 1               | 1               | 4               | - IFPI SWE: 13× Platinum - ARIA: 9× Platinum - BEA: 2× Platinum - BPI: 2× Platinum - BVMI: Diamant - IFPI AUT: 2× Platinum - IFPI SWI: 3× Platinum - RIAA: 6× Platinum | True                         |
| "Speed" (Burn & Lotus F1 Team Mix)                              | 2013 | —               | —               | 50              | —               | —               | —               | —               | —               | —               | —               | | Inget album                  |
| "You Make Me"                                                   | 2013 | 1               | 12              | 7               | 20              | 58              | 34              | 29              | 29              | 5               | 85              | - IFPI SWE: 4× Platinum - ARIA: Platinum - BPI: Guld - RIAA: Guld | True                         |
| "Hey Brother"                                                   | 2013 | 1               | 2               | 1               | 1               | 4               | 1               | 1               | 1               | 2               | 16              | - IFPI SWE: 7× Platinum - ARIA: 4× Platinum - BEA: Guld - BPI: Platinum - BVMI: 3× Guld - IFPI AUT: Platinum - IFPI SWI: Platinum                                      | True                         |
| "Addicted to You"                                               | 2013 | 11              | 5               | 3               | 5               | 6               | 6               | 5               | 4               | 14              | —               | - IFPI SWE: 3× Platinum - ARIA: 3× Platinum - BEA: Guld - BPI: Silver - BVMI: Guld - IFPI AUT: Guld                                                                    | True                         |
| "Lay Me Down"                                                   | 2014 | 39              | 34              | 17              | —               | 47              | 35              | —               | 41              | 200             | —               | - IFPI SWE: Guld | Inget album                  |
| "The Nights"                                                    | 2014 | 2               | 9               | 6               | 14              | 79              | 19              | 20              | 17              | 6               | —               | - IFPI SWE: Platinum - ARIA: GULD - BPI: Platinum - RIAA: Guld | Stories                      |
| "The Days"                                                      | 2014 | 1               | 10              | 3               | —               | 52              | 7               | 16              | 8               | 82              | 78              | - IFPI SWE: Platinum - ARIA: Platinum | Stories                      |
| "Feeling Good"                                                  | 2015 | 27              | —               | —               | —               | —               | —               | —               | —               | —               | —               | | Inget album                  |
| "Waiting For Love"                                              | 2015 | 1               | 15              | 1               | 15              | 14              | 8               | 7               | 7               | 6               | —               | - ARIA: Platinum - BVMI: Guld - BPI: Guld | Stories                      |
| "For a Better Day"                                              | 2015 | 5               | 51              | 10              | —               | 26              | 18              | 22              | 16              | 68              | —               | | Stories                      |
| "Pure Grinding"                                                 | 2015 | 19              | —               | 71              | —               | —               | 94              | —               | —               | —               | —               | | Stories                      |
| "Broken Arrows"                                                 | 2015 | 4               | 30              | 70              | —               | —               | 82              | 86              | 57              | 178             | —               | | Stories                      |
| "Taste the Feeling" (med Conrad Sewell)                         | 2016 | 60              | —               | 58              | —               | —               | 100             | —               | —               | —               | —               | | Inget album                  |
| "Without You" (med Sandro Cavazza)                              | 2017 | 1               | —               | —               | —               | —               | 18              | —               | —               | —               | —               | | Avīci (01)                   |

## Musikvideor
| Titel                                  | År   | Regissör                   |
| -------------------------------------- | ---- | -------------------------- |
| "Fade into Darkness"                   | 2011 | Tobias Hansson, Karl Aulin |
| "Collide" (med Leona Lewis)            | 2011 | Ethan Lader                |
| "Levels"                               | 2011 | Petro                      |
| "Silhouettes"                          | 2012 | Niklas Johansson           |
| "Superlove" (med Lenny Kravitz)        | 2012 | Rich Ragsdale              |
| "I Could Be the One" (med Nicky Romero | 2013 | Peter Huang                |
| "X You"                                | 2013 |                            |
| "Wake Me Up"                           | 2013 | Mark Seliger               |
| "You Make Me"                          | 2013 | Sebastian Ringler          |
| "Hey Brother"                          | 2013 | Jesse Sternbaum            |
| "Addicted to You"                      | 2014 | Sebastian Ringler          |
| "Waiting For Love"                     | 2015 | Sebastian Ringler          |
| "For a better Day"                     | 2015 | Levan Tsikurishvili        |